# Амфимах (сын Номиона)
Амфимах (др.-греч. Ἀμφίμαχος). Персонаж «Илиады». Сын Номиона, брат Настеса, предводителя карийцев, сражавшихся на стороне Трои.
Убит Ахиллесом в реке Ксанф.

«…даже в бой выступал в золотых украшеньях,
Словно нарядная дева, и, глупый, не спасся от смерти,
Но поражен был рукою Эакова внука Пелида
В Ксанфе, а золото взял себе Ахиллес быстроногий.»